# Carsie Blanton
Carsie Blanton, (Bethesda, 1985. július 22. –) amerikai énekesnő, dalszerző, gitáros. „Folk-rocker”. Nyolc stúdióalbumot és három EP-t adott ki úgy, hogy „fizessen értük mindenki annyit, amennyit akar”. Úgy írja le szüleit, mint alternatív különcöket, akik részesei voltak az „unschooling” mozgalomnak, amely a merev tanterv helyett a gyerekek által kezdeményezett tevékenységek felfedezésére buzdít.

## Pályafutása
Blanton egy korábbi szarvasmarhafarmon nőtt fel a virginiai Luray városában. Nagyjából iskolázatlanul nőtt fel. Hatéves korától kezdett zongora órákra járni, tizenháromévesen pedig gitározni és dalokat írni kezdett. 2002-ben, tizenatévesen Blanton más zenészekkel  Oregonban élt. Eugene-ben vokálozott egy turnézó funk bandának, közben elkezdett swinget táncolni.
2005-ben Blanton felvette és kiadta első stúdióalbumát, az "Ain't So Green"-t. 2006-ban Philadelphiába költözött, és teljes munkaidőben folytatta pályáját. Bill Eib menedzserrel kezdett együtt dolgozni Amos Leevel. 2007-re évente több mint 100 élő show-n játszott el.
2010-től Blanton a The Wood Brothers folkegyüttessel lépett fel turnékon  az Egyesült Államokban, Németországban és Hollandiában.
Oliver Wood készítette Blanton 2012-es „Idiot Heart” című albumát. 2011-ben Anaïs Mitchellel turnézott. Abban az évben több fellépése is volt Paul Simon „So Beautiful or So What” elnevezésű turnéján.
2012-ben Blanton New Orleansba költözött. 2020-ban költözött Philadelphiába. 2019-ben kiadta a „Buck Up”-ot, amelyet Ken Tucker szakújságíró, az National Public Radio − Fresh Air albumát értékelve − „elragadóan meglepőnek” nevezett.
2020-ban és 2021-ben, a COVID-19 világjárvány idején Blanton azzal tartotta fenn magát és zenekarát, hogy havonta játszott online rent partykon. 2021-ben kiadta a „Love & Rage”-et,  az "antifasiszta himnuszokat" tartalmazó albumát. A „Body of Work” című albuma 2022-ben jelent meg. 2024-ben megjelent „Blanton After the Revolution”című albuma.
Blanton albumai egymástól függetlenül jelennek meg. Közvetlen támogatást kap a Patreon Alapítványtól és a Kickstartertől. Általában élőben lép fel triójával, amelynek tagjai Joe Plowman basszusgitáros és Patrick Firth billentyűs.

## Albumok
- 2005: Ain't So Green
- 2009: Buoy
- 2010: Beau EP
- 2012: Idiot Heart
- 2014: Not Old, Not New
- 2016: So Ferocious
- 2019: Buck Up
- 2021: Love & Rage
- 2022: Body of Work
- 2024: After the Revolution